# Tryssogobius longipes
Tryssogobius longipes är en fiskart som beskrevs av Helen K. Larson och Douglass Fielding Hoese 2001. Tryssogobius longipes ingår i släktet Tryssogobius och familjen smörbultsfiskar. Inga underarter finns listade i Catalogue of Life.